# Bobsleeën op de Olympische Winterspelen 1964
Bobsleeën is een van de sporten die beoefend werden tijdens de Olympische Winterspelen 1964 in Innsbruck.

## Heren

### 2-mansbob
| rang   | sporter(s)                          | land     | tijd    |
| ------ | ----------------------------------- | -------- | ------- |
| Goud   | Anthony Nash Robin Dixon            | GBR - I  | 4:21.90 |
| Zilver | Sergio Zardini Romano Bonagura      | ITA - II | 4:22.02 |
| Brons  | Eugenio Monti Sergio Siorpaes       | ITA - I  | 4:22.63 |
| 4      | Vic Emery Peter Kirby               | CAN - II | 4:23.49 |
| 5      | Lawrence McKillip James Ernest Lamy | USA - I  | 4:24.60 |
| 6      | Franz Wörmann Hubert Braun          | EUA - I  | 4:24.70 |
| 7      | Charles McDonald Charles Pandolph   | USA - II | 4:25.00 |
| 8      | Erwin Thaler Josef Nairz            | AUT - I  | 4:25.51 |
|        |                                     |          |         |
|        | Jean de Crawhez Claude Englebert    | BEL - I  | DNF     |

### 4-mansbob
| rang   | sporter(s)                                                            | land     | tijd    |
| ------ | --------------------------------------------------------------------- | -------- | ------- |
| Goud   | Vic Emery Douglas Anakin John Emery Peter Kirby                       | CAN - I  | 4:14.46 |
| Zilver | Erwin Thaler Josef Nairz Reinhold Durnthaler Adolf Koxeder            | AUT - I  | 4:15.48 |
| Brons  | Eugenio Monti Benito Rigoni Gildo Siorpaes Sergio Siorpaes            | ITA - II | 4:15.60 |
| 4      | Sergio Zardini Sergio Mocellini Ferruccio Dalla Torre Romano Bonagura | ITA - I  | 4:15.89 |
| 5      | Franz Schelle Ludwig Siebert Josef Sterff Otto Göbl                   | EUA - I  | 4:16.19 |
| 6      | William Hickey Reginald Benham William Dundon Charles Pandolph        | USA - I  | 4:17.23 |
| 7      | Paul Aste Herbert Gruber Andreas Arnold Hans Stoll                    | AUT - II | 4:17.13 |
| 8      | Herbert Kiesel Bernhard Wild Hansrüdi Beugger Oskar Lory              | SUI - II | 4:18.12 |
|        |                                                                       |          |         |
| 17     | Jean de Crawhez Thierry de Borchgrave Charly Bouvy Camille Lienart    | BEL - I  | 4:25.84 |

## Medaillespiegel
| rang | land             | goud | zilver | brons | totaal |
| ---- | ---------------- | ---- | ------ | ----- | ------ |
| 1    | Canada           | 1    | 0      | 0     | 1      |
| 1    | Groot-Brittannië | 1    | 0      | 0     | 1      |
| 3    | Italië           | 0    | 1      | 2     | 3      |
| 4    | Oostenrijk       | 0    | 1      | 0     | 1      |
|      |                  | 2    | 2      | 2     | 6      |